# پژوهشگاه ابن سینا
پژوهشگاه ابن سینا مسیر تکامل و توسعه را از شکل‌گیری پژوهشکده ای کوچک در جهاد دانشگاهی در سال ۱۳۷۷ آغاز کرد. در تیرماه ۱۳۷۸ این پژوهشکده به عنوان مرکز تحقیقات بیوتکنولوژی تولید مثل به تصویب شورای گسترش دانشگاه‌های علوم پزشکی وزارت بهداشت، درمان و آموزش پزشکی رسید. فعالیت‌های این مجموعه از ابتدا بر ابعاد مختلف باروری مانند ایمونولوژی، ژنتیک، عفونت‌ها و غدد تولیدمثل و جنبه‌های اخلاقی و حقوقی باروری متمرکز بوده است و از نخستین سال‌های شکل‌گیری تلاش بر این بوده تا با برگزاری سمینارهای بین رشته‌ای کشوری، متخصصان و صاحب نظران رشته‌های مختلف به پژوهش در این زمینه ترغیب شوند.

## توانمندی‌ها
از مهم‌ترین اهداف شکل‌گیری پژوهشگاه ابن سینا، به انجام طرح‌های پژوهشی پایه، کاربردی و درمانی در زمینه فناوری‌های نوین زیستی و «تولید مثل و سرطان»، پیگیری انجام طرح‌های پژوهشی تا پایان مرحله نهایی، بررسی و شناسایی و کمک به رفع نیازهای پژوهشی بخش‌های تشخیصی و درمانی در زمینه فناوری‌های نوین، فراهم آوردن امکانات لازم و متناسب با برنامه‌ها و طرح‌های پژوهشی، ایجاد ارتباط مطلوب با متخصصان و مبتکران مراکز علمی و پژوهشی کشور، فراهم کردن امکانات در جهت به ثمر رساندن اهداف پژوهشگاه، ارائه خدمات درمانی و تولیدی متناسب با حوزه‌های فعالیت پژوهشگاه، فراهم کردن زمینه‌های جذب دانشجویان فوق لیسانس و دکترا در انجام پایان‌نامه‌های پژوهشی، بهره‌گیری از آخرین نتایج پژوهش‌ها و پیشرفت‌های علمی جهت توسعه اهداف پژوهشگاه و تدوین و ارائه آموزش‌های علمی ـ کاربردی و دوره‌های تحصیلات تکمیلی با همکاری دانشگاه‌ها می‌توان اشاره کرد.

## پژوهشکده‌ها و گروه‌های پژوهشی

### پژوهشکده نانوبیوتکنولوژی
این پژوهشکده هم‌گام با توسعه فعالیت‌های بنیادین پژوهشگاه ابن سینا در زمینه فناوری‌های نوین علوم زیستی و در راستای اجرای سیاست‌ها و اهداف کوتاه مدت و بلند مدت ستاد نانوتکنولوژی در کشور با ایده محوری بگارگیری فناوری نانو در تشخیص و درمان بیماری‌های صعب العلاج شروع به فعالیت نموده است؛ که سه گروه پژوهشی تحت عناوین نانوتکنولوژی، مهندسی بافت و پزشکی بازساختی و حقوق و اخلاق زیستی در این پژوهشکده واقع شده و مشغول فعالیت و تحقیقات هستند.

### پژوهشکده آنتی‌بادی منوکلونال
این پژوهشکده به منظور ایجاد پایگاهی جهت تمرکز و هماهنگی فعالیتهای پژوهشی و تولیدی در زمینه تولید سلول‌های انسانی و حیوانی مولد آنتی‌بادی‌های منوکلونال، گامی بلند را به سوی توسعه علمی و صنعتی کشور برداشته است. تولید آزمایشگاهی و نیمه صنعتی آنتی‌بادی‌های منوکلونال مورد نیاز مراکز پژوهشی یا شرکت‌های تولیدی و همچنین تخلیص و مطالعه ویژگی آنتی‌بادی‌ها به منظور استفاده در تولید کیت‌های آزمایشگاهی و فراورده‌های بیولوژیک تشخیصی و درمانی نقشی بسیار مؤثر و مفید در پیشبرد طرح‌های ملی - پژوهشی در کشور خواهد داشت که سه گروه پژوهشی تحت عناوین هیبریدوما، ایمونوشیمی و مهندسی آنتی‌بادی- آنتی‌ژن در این پژوهشکده واقع شده و مشغول فعالیت هستند.

### پژوهشکده بیوتکنولوژی تولیدمثل
دراین پژوهشکده، همکاری و فعالیت پژوهشی متخصصان علوم پایة پزشکی، (جنین‌شناسی، ایمونولوژی، ژنتیک، بیوشیمی، بیولوژی سلولی و مولکولی و متخصصان بالینی، زنان و زایمان و نازایی، آندرولوژی، غدد درون‌ریز، عفونی و بیماری‌های گرمسیری و …)، در کنار یکدیگر، در انجام طرح‌های پژوهشی و درمانی از جمله وجوه متمایز کنندة با سایر پژوهشکده هاست. با توجه به نوپایی نسبی علوم تولیدمثل و ناباروری و گسترش سریع آن در دودهة گذشته، گستره‌ای وسیع از پژوهش‌ها فراروی محققان قرارگرفته است که البته، دستیابی و برنامه‌ریزی برای تمام این جنبه‌ها امکان‌پذیر نیست. از این‌رو، این پژوهشکده اولویت‌های تحقیقاتی خود را، در حیطة تولیدمثل و ناباروری، بر محورهای سقط مکرر، اندومتریوز، ناباروری با علت نامشخص، سلول‌های بنیادی، حیوانات ترانسژنیک، جنین، ناباروری در مردان و زنان با علل ژنتیکی و عفونت تولیدمثل متمرکز کرده است. سه گروه پژوهشی تحت عناوین جنین‌شناسی و آندرولوژی، ایمونوبیولوژی تولیدمثل و سلامت باروری در این پژوهشکده واقع شده و مشغول فعالیت هستند.
هر پژوهشکده شامل سه گروه پژوهشی می‌باشد که محققان این گروه‌ها در زمینه‌های مختلف مانند علوم و فناوریهای تولیدمثل، نانوتکنولوژی و نانوبیوتکنولوژی، آنتی‌بادیهای منوکلونال، مهندسی بافت، ایمونوشیمی، جنین‌شناسی، مهندسی آنتی‌بادی-آنتی‌ژن و همچنین پژوهش در زمینه حقوق و اخلاق زیستی فعالیت می‌کنند. همچنین زیر نظر این پژوهشگاه، مرکز فوق تخصصی درمان ناباروری و سقط مکرر ابن سینا تأسیس شده که یکی از مراکز مرجع در زمینه درمان ناباروری می‌باشد. مرکز رشد فناوری سلامت ابن‌سینا، مرکزی است که در پژوهشگاه ابن‌سینا از سال ۱۳۸۹ فعالیت خود را آغاز کرده و از کارآفرینان در زمینه‌های متعددی حمایت می‌کند و شرکت‌های مختلفی در این مرکز رشد یافته و درخال حاضر به‌طور مستقل فعالیت می‌کنند. همچنین مرکز خدمات تخصصی بایوفارم، یکی از مراکز مهم پژوهشگاه می‌باشد که تکثیر گاوهای ممتاز از نژادهای داخلی و خارجی با استفاده از فناوری تولید آزمایشگاهی جنین در آن صورت می‌گیرد. این مرکز از سال ۱۳۹۷ تأسیس و راه‌اندازی شده که تمرکز اصلی محققان در این مرکز بر روی اصلاح نژاد حیوانات مزرعه‌ای (دام‌های سنگین از جمله گاو، گاومیش، شتر و …) می‌باشد.

## مراکز خدمات تخصصی
- مرکز فوق تخصصی درمان ناباروری و سقط مکرر ابن سینا
- مرکز رشد فناوری سلامت ابن سینا
- مرکز بایوفارم
- آزمایشگاه مرکزی
- بانک سلول درمانی

### مرکز فوق تخصصی درمان ناباروری و سقط مکرر
- کلینیک سلامت جنسی
- کلینیک تشخیص و درمان سقط مکرر
- کلینیک دردهای لگنی، اندومتریوز و لاپاراسکوپی پیشرفته
- کلینیک روشهای جایگزین درمان ناباروری (اهدا)
- کلینیک سلامت مادر، جنین، نوزاد
- کلینیک درمان ناباروری

## اعضای هیئت علمی
| نام و نام خانوادگی | رشته و مقطع تحصیلی                                      |
| ------------------ | ------------------------------------------------------- |
| محمدرضا صادقی      | دکترای تخصصی بیوشیمی بالینی                             |
| علی صادقی‌تبار      | دکترای حرفه ای علوم آزمایشگاهی                          |
| محمود جدی‌تهرانی    | دکترای تخصصی ایمنی‌شناسی پزشکی                           |
| حجت‌الله ربانی      | دکترای تخصصی مولکولار ایمونولوژی                        |
| رامین قهرمان‌زاده   | دکترای تخصصی شیمی آلی                                   |
| بهزاد قربانی       | متخصص روان‌پزشکی                                         |
| محمدمهدی نادری     | دکترای تخصصی دامپزشکی، بیماریهای داخلی دام‌های کوچک      |
| محمد باباشمس       | دکترای تخصصی بیوشیمی بالینی                             |
| سمیه کاظم‌نژاد لیلی | دکترای تخصصی بیوشیمی بالینی                             |
| محبوبه نظری        | دکترای تخصصی بیوشیمی بالینی                             |
| هاله سلطان قرایی   | متخصص آسیب‌شناسی                                         |
| مریم توکلی         | دکترای تخصصی ایمنی‌شناسی پزشکی                           |
| مجید ترحمی         | دکترای حرفه ای پزشکی                                    |
| سید علی آذین       | دکترای تخصصی پزشکی اجتماعی                              |
| افسانه محمدزاده    | متخصص زنان، زایمان و نازایی                             |
| رضا بهجتی‌اردکانی   | دکترای تخصصی ژنتیک پزشکی گرایش مولکولی                  |
| ناصر امیرجنتی      | متخصص کلیه و مجاری ادراری                               |
| سهیلا انصاری پور   | متخصص زنان، زایمان و نازایی                             |
| کامبیز گیلانی      | دکترای تخصصی زیست علوم پزشکی                            |
| مریم رفعتی         | متخصص ژنتیک پزشکی                                       |
| لادن گیاهی         | دکترای تخصصی تغذیه                                      |
| آرش مینایی طهرانی  | دکترای تخصصی دامپزشکی -ژنتیک                            |
| محمود اعرابی       | دکترای حرفه ای پزشکی                                    |
| سهیلا عارفی        | متخصص زنان، زایمان و نازایی                             |
| محمدرضا نژادمقدم   | دکترای تخصصی نانوفناوری پزشکی                           |
| مهناز حیدری        | دکترای تخصصی بیولوژی تولیدمثل                           |
| علی‌احمد بیات       | کارشناسی ارشد بیوشیمی بالینی                            |
| فاطمه قائمی‌منش     | دکترای تخصصی ژنتیک مولکولی                              |
| علیرضا میلانی فر   | دکترای تخصصی اخلاق پزشکی                                |
| مریم یوسفی         | دکترای تخصصی شیمی آلی                                   |
| خدیجه شادجو        | متخصص زنان، زایمان و نازایی                             |
| رؤیا پادمهر        | متخصص زنان، زایمان و نازایی                             |
| سیمین ظفردوست      | متخصص زنان، زایمان و نازایی                             |
| شیدا جوهری         | متخصص زنان، زایمان و نازایی                             |
| رضا شاهین فر       | دکترای تخصصی بهداشت مواد غذایی – دکتری حرفه ای دامپزشکی |
| هومن صدری اردکانی  | دکتری تخصصی ژنتیک پزشکی با گرایش مولکولی                |

## فصلنامه‌ها و مجلات
- فصلنامه علمی پژوهشی باروری و ناباروری
- فصلنامه علمی پژوهشی بیوتکنولوژی پزشکی
- مجله ایرانی حقوق و اخلاق زیست پزشکی

## دستاوردهای پژوهشگاه
- راه اندازی نخستین کلینیک فوق تخصصی درمان سقط مکرر در کشور
- راه اندازی نخستین کلینیک فوق تخصصی درمان آندومتریوز در کشور
- تشخیص انواع بیماری‌های ژنتیکی قبل از لانه گزینی (PGD) و تشخیص بیماری‌های ژنتیک در حین بارداری (PND) , (PGS) و (NGS)
- راه اندازی بانک اطلاعات دوقلوها و چندقلوهای کشور
- تشخیص زودرس سرطان‌های ادراری - تناسلی با استفاده از آنالیز ادرار و خون بیمار به کمک آنتی‌بادی‌های طراحی شده علیه سلول‌های سرطانی به عنوان یک روش تشخیصی غیر تهاجمی
- طراحی و ساخت زخم پوش پیشرفته بر پایه پلی مرهای طبیعی جهت درمان زخمهای عفونی: ارزیابی برون تن و درون تن
- اخذ موافقت بوردهای تخصصی و هیئت ممتحنه وزارت بهداشت مبنی بر احراز شرایط راه اندازی دوره‌های دکتری تخصصی (PhD) رشته‌های ژنتیک پزشکی، بیوتکنولوژی پزشکی، ایمونولوژی پزشکی و بیولوژی تولیدمثل
- اخذ مجوز پذیرش دانشجو در رشته بیولوژی تولیدمثل از سال ۱۳۹۵ از سوی شورای گسترش دانشگاه‌های علوم پزشکی کشور و اختصاص ۲ نفر ظرفیت پذیرش دانشجو در آزمون دکتری تخصصی وزارت بهداشت
- حمایت از پروژه‌های پایان‌نامه دانشجویان مقاطع مختلف تحصیلات تکمیلی دانشگاه‌ها؛ ۲۲۸ عنوان پایان‌نامه خاتمه یافته و ۲۲ عنوان پایان‌نامه در حال اجرا (به منظور آگاهی بیشتر به واحد انجام پایان‌نامه‌های پژوهشگاه به نشانی www.avicenna-ac1.com مراجعه نمایید.